# نيكولاي كوشين
نيكولاي إفغرافوفيتش كوشين (19 ماي 1901 - 31 ديسمبر 1944) (بالروسية: Николай Евграфович Кочин)
هو رياضياتي روسي-سوفياتي متخصص في الرياضيات التطبيقية.

## مسيرته
تخرج كوشين من جامعة سانت بطرسبرغ الحكومية في عام 1923. وقام بتدريس الرياضيات والميكانيكا في الجامعة نفسها من عام 1924 حتى عام 1934.
في عام 1928، قضى كوشين فصلًا دراسيًا في غوتنغن، حيث ساعده جورج جاموف في حل مشكلة اضمحلال ألفا عبر نفق ميكانيكا الكم.
انتقل كوشين إلى موسكو عام 1934. قام بتدريس الرياضيات والميكانيكا في جامعة موسكو الحكومية من عام 1934 حتى وفاته، وكان رئيس قسم الميكانيكا في معهد الميكانيكا التابع لأكاديمية العلوم السوفياتية من عام 1939 إلى عام 1944. 
في عام 1943 أصيب كوشين بمرض ساركومة، وتوفي في عام 1944.

## روابط خارجية
- O'Connor، John J.؛ Robertson، Edmund F.، "نيكولاي كوشين"، تاريخ ماكتوتور لأرشيف الرياضيات
- Picture – from the الأكاديمية الروسية للعلوم web site.